# Davide Bais
Davide Bais (Rovereto, 2 aprile 1998) è un ciclista su strada italiano che corre per il Team Polti VisitMalta; professionista dal 2021, ha vinto una tappa al Giro d'Italia 2023.

## Biografia
È il fratello minore di Mattia Bais, anch'egli ciclista e suo compagno di squadra alla Eolo-Kometa. Specialista delle fughe da lontano, coglie la prima vittoria nella sua carriera da professionista nella settima tappa del Giro d'Italia 2023, sull'arrivo in salita in cima al Gran Sasso dopo una fuga di oltre 200 km; nella stessa corsa veste anche per otto giorni la maglia azzurra di leader della classifica GPM.

## Palmarès
- 2019 (Cycling Team Friuli, due vittorie)

Gran Premio Lari Città della Ciliegia
Memorial Cappellini Toscano
- 2020 (Cycling Team Friuli, una vittoria)

Trofeo Comitati del Valdarno
- 2023 (Eolo-Kometa Cycling Team, una vittoria)

7ª tappa Giro d'Italia (Capua > Gran Sasso/Campo Imperatore)

### Altri successi
- 2020 (Cycling Team Friuli)

Campionati italiani, Cronosquadre
- 2021 (Eolo-Kometa Cycling Team)

Classifica scalatori Tour du Limousin

## Piazzamenti

### Grandi Giri
- Giro d'Italia

2022: 125º
2023: 80º
2024: 76º
2025: 97º

### Classiche monumento
- Milano-Sanremo

2022: 97º
2024: 81º
- Giro di Lombardia

2021: ritirato
2022: 99º